# Piccadilly Line
|  | Urban head station |

|  | Urban stop on track |

|  | Unknown BSicon "utSTRa" |

|  | Urban tunnel stop on track |

|  | Unknown BSicon "utSTRe" |

|  | Urban stop on track |

|  | Unknown BSicon "utSTRa" |

|  | Urban tunnel stop on track |

|  | Urban tunnel stop on track |

|  | Urban tunnel stop on track |

|  | Urban tunnel stop on track |

|  | Urban tunnel stop on track |

|  | Urban tunnel stop on track |

|  | Urban tunnel stop on track |

|  | Urban tunnel stop on track |

|  | Urban tunnel station on track |

|  | Urban tunnel straight track |

|  | Urban tunnel stop on track |

|  | Urban tunnel stop on track |

|  | Unknown BSicon "uetABZgl" | Unknown BSicon "uextKBHFeq" |

|  | Urban tunnel stop on track |

|  | Urban tunnel stop on track |

|  | Urban tunnel stop on track |

|  | Urban tunnel stop on track |

|  | Urban tunnel stop on track |

|  | Urban tunnel stop on track |

|  | Urban tunnel stop on track |

|  | Urban tunnel stop on track |

|  | Urban tunnel stop on track |

|  | Unknown BSicon "utSTRe" |

|  | Urban stop on track |

|  | Urban stop on track |

|  | Urban straight track |

|  | Urban stop on track |

|  | Urban stop on track |

|  | Unknown BSicon "uABZgl" | Unknown BSicon "uSTR+r" |

|  | Urban stop on track | Urban straight track |

|  | Urban stop on track | Urban straight track |

|  | Urban stop on track | Urban straight track |

|  | Urban stop on track | Urban straight track |

|  | Urban stop on track | Urban straight track |

|  | Urban stop on track | Urban straight track |

|  | Urban stop on track | Urban straight track |

|  | Urban stop on track | Urban straight track |

|  | Urban stop on track | Urban straight track |

|  | Urban stop on track | Urban straight track |

|  | Urban stop on track | Urban straight track |

|  | Urban stop on track | Urban straight track |

|  | Urban stop on track | Urban straight track |

|  | Urban end station | Urban straight track |

|  |  | Urban stop on track |

|  |  | Urban stop on track |

|  |  | Urban stop on track |

|  |  | Urban stop on track |

|  |  | Urban stop on track |

|  |  | Urban stop on track |

|  |  | Unknown BSicon "utSTRa" |

|  |  | Urban tunnel stop on track |

|  |  | Unknown BSicon "utSTRe" |

|  |  | Unknown BSicon "utSTRa" |

|  |  | Urban tunnel stop on track |

|  | Unknown BSicon "utSTR+l" | Unknown BSicon "utSTRr" |

|  | Unknown BSicon "utABZgl" | Unknown BSicon "utSTR+r" |

| Airport | Urban tunnel station on track | Unknown BSicon "utSTRf" |

| Airport | Urban tunnel straight track | Urban tunnel station on track |

|  | Unknown BSicon "utABZgl" | Unknown BSicon "utSTRr" |

| Airport | Urban end station in tunnel |  |

|  | Urban head station |

|  | Urban stop on track |

|  | Unknown BSicon "utSTRa" |

|  | Urban tunnel stop on track |

|  | Unknown BSicon "utSTRe" |

|  | Urban stop on track |

|  | Unknown BSicon "utSTRa" |

|  | Urban tunnel stop on track |

|  | Urban tunnel stop on track |

|  | Urban tunnel stop on track |

|  | Urban tunnel stop on track |

|  | Urban tunnel stop on track |

|  | Urban tunnel stop on track |

|  | Urban tunnel stop on track |

|  | Urban tunnel stop on track |

|  | Urban tunnel station on track |

|  | Urban tunnel straight track |

|  | Urban tunnel stop on track |

|  | Urban tunnel stop on track |

|  | Unknown BSicon "uetABZgl" | Unknown BSicon "uextKBHFeq" |

|  | Urban tunnel stop on track |

|  | Urban tunnel stop on track |

|  | Urban tunnel stop on track |

|  | Urban tunnel stop on track |

|  | Urban tunnel stop on track |

|  | Urban tunnel stop on track |

|  | Urban tunnel stop on track |

|  | Urban tunnel stop on track |

|  | Urban tunnel stop on track |

|  | Unknown BSicon "utSTRe" |

|  | Urban stop on track |

|  | Urban stop on track |

|  | Urban straight track |

|  | Urban stop on track |

|  | Urban stop on track |

|  | Unknown BSicon "uABZgl" | Unknown BSicon "uSTR+r" |

|  | Urban stop on track | Urban straight track |

|  | Urban stop on track | Urban straight track |

|  | Urban stop on track | Urban straight track |

|  | Urban stop on track | Urban straight track |

|  | Urban stop on track | Urban straight track |

|  | Urban stop on track | Urban straight track |

|  | Urban stop on track | Urban straight track |

|  | Urban stop on track | Urban straight track |

|  | Urban stop on track | Urban straight track |

|  | Urban stop on track | Urban straight track |

|  | Urban stop on track | Urban straight track |

|  | Urban stop on track | Urban straight track |

|  | Urban stop on track | Urban straight track |

|  | Urban end station | Urban straight track |

|  |  | Urban stop on track |

|  |  | Urban stop on track |

|  |  | Urban stop on track |

|  |  | Urban stop on track |

|  |  | Urban stop on track |

|  |  | Urban stop on track |

|  |  | Unknown BSicon "utSTRa" |

|  |  | Urban tunnel stop on track |

|  |  | Unknown BSicon "utSTRe" |

|  |  | Unknown BSicon "utSTRa" |

|  |  | Urban tunnel stop on track |

|  | Unknown BSicon "utSTR+l" | Unknown BSicon "utSTRr" |

|  | Unknown BSicon "utABZgl" | Unknown BSicon "utSTR+r" |

| Airport | Urban tunnel station on track | Unknown BSicon "utSTRf" |

| Airport | Urban tunnel straight track | Urban tunnel station on track |

|  | Unknown BSicon "utABZgl" | Unknown BSicon "utSTRr" |

| Airport | Urban end station in tunnel |  |

Piccadilly Line (engelska: the Pickadilly line, 'Pickadilly-linjen') är en linje på Londons tunnelbana. Den har bakgrund i Great Northern, Piccadilly and Brompton Railway, invigd 1906.
Linjen är mörkblå på tunnelbanekartan. Det är den 5:e mest trafikerade linjen räknat i antal passagerare per år. De flesta stationerna i väst är utomhus, men 25 stationer av sammanlagt 53 är under jord.  Det är tunnelbanenätets näst längsta tunnelbanelinje efter Central Line. 
Linjen kallas ofta turisttuben (eng:'tourist tube') av Londonbor eftersom många av Londons största sevärdheter finns längs denna linje som till exempel Harrods, Hyde Park, Buckingham Palace, Piccadilly Circus (efter denna station är linjen uppkallad), Leicester Square och Covent Garden samt även Londons storflygplats Heathrow Airports samtliga 5 terminaler som trafikeras av linjen. 
Tågen ( Metro Cammell  Mark II) är idag bland de äldsta som trafikerar Londons tunnelbana och tillverkads runt 1973 av engelska Metropolitan Cammell Carriage and Wagon Company (MCCW). Det är samma tågtyp som på Bakerloo linjen men på 80-talet så uppgraderades och moderniserades tågen på Piccadilly Line, till skillnad från Bakerloo-tågen. Bland annat förbättrades ventilationen och extra utrymme för bagage skapades i vagnarna. Även här körs tågen manuellt och med hjälp av signaler. Planer finns på att byta ut även dessa tåg inom en snar framtid. 
Som ett kuriosium så kan du, om du befinner dig på Heathrow åka utan att lösa biljett inom flygplatsområdet ända till Hatton Cross. Men utanför dessa stationerna kostar det pengar. Orsaken är att underlätta vid terminalbyten för byte av flygplan och terminaler vid långresor med flyg. 
Ett annat kuriosium är en liten nedlagd avknoppning av Piccadilly Line från Holborn ned till Aldwych (Strand). Linjesträckningen, är någon kilometer lång och stationen öppnades 1907 men brottades under alla år med lönsamheten. En orsak var att den aldrig byggdes vidare under Themsen, som stationen ligger nära invid. År 1994 stängdes stationen för gott då hissarna var helt utslitna. Den andra stationen, Holborn fiinns kvar och trafikeras av Central och Piccadilly Line. 
Aldwych stationen har varit föremål för en hel del filminspelningar, där även ett äldre tunnelbanetåg ska finnas kvar. Emellanåt ordnas guidade turer ned till den underjordiska stationen via den unika biljetthallen där allt är i originalskick. Men det gäller att ha bra fysik för stationen är djup (många trappsteg) och hissarna är stängda. 

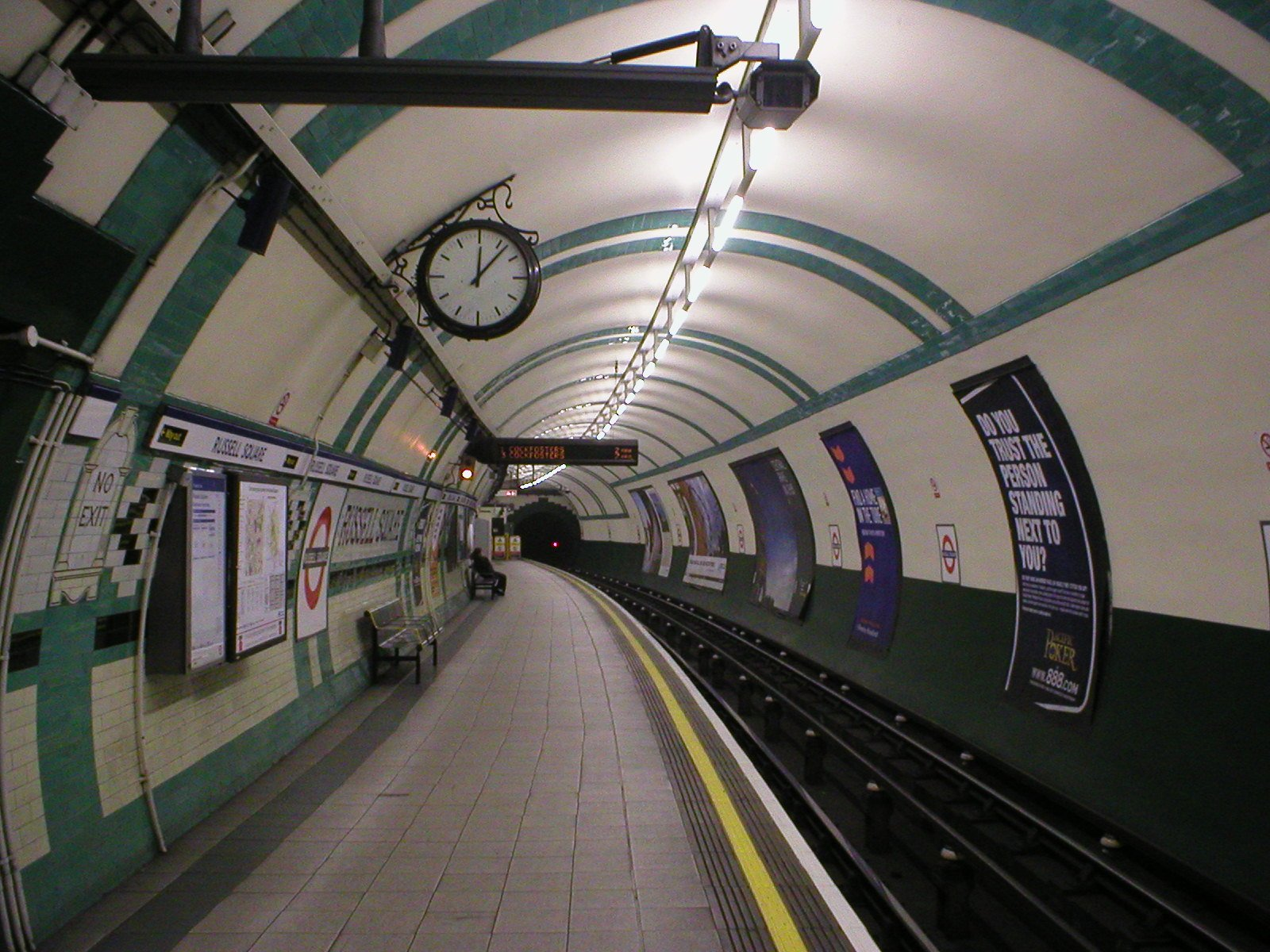
Russell Square
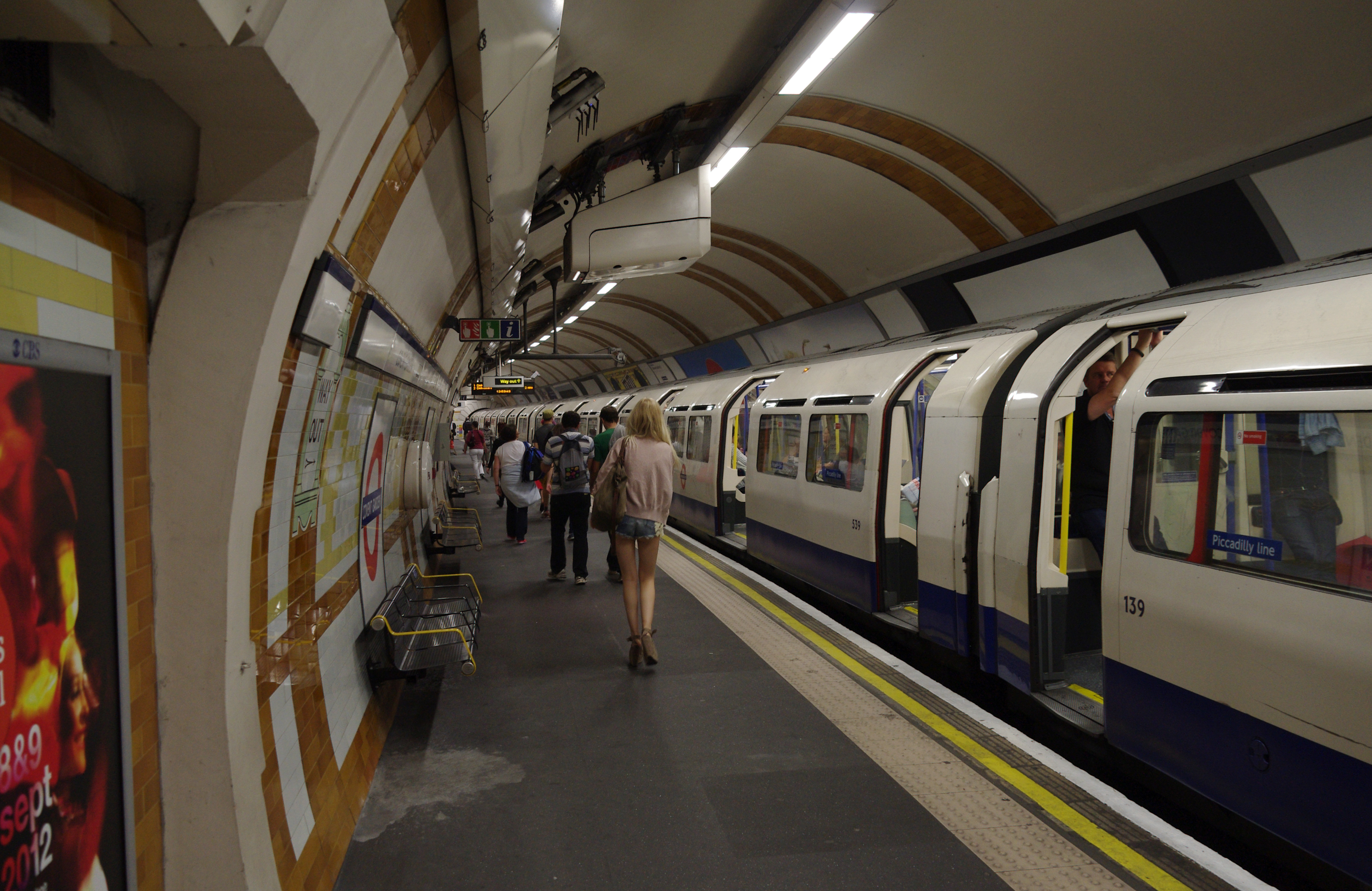
Covent Garden
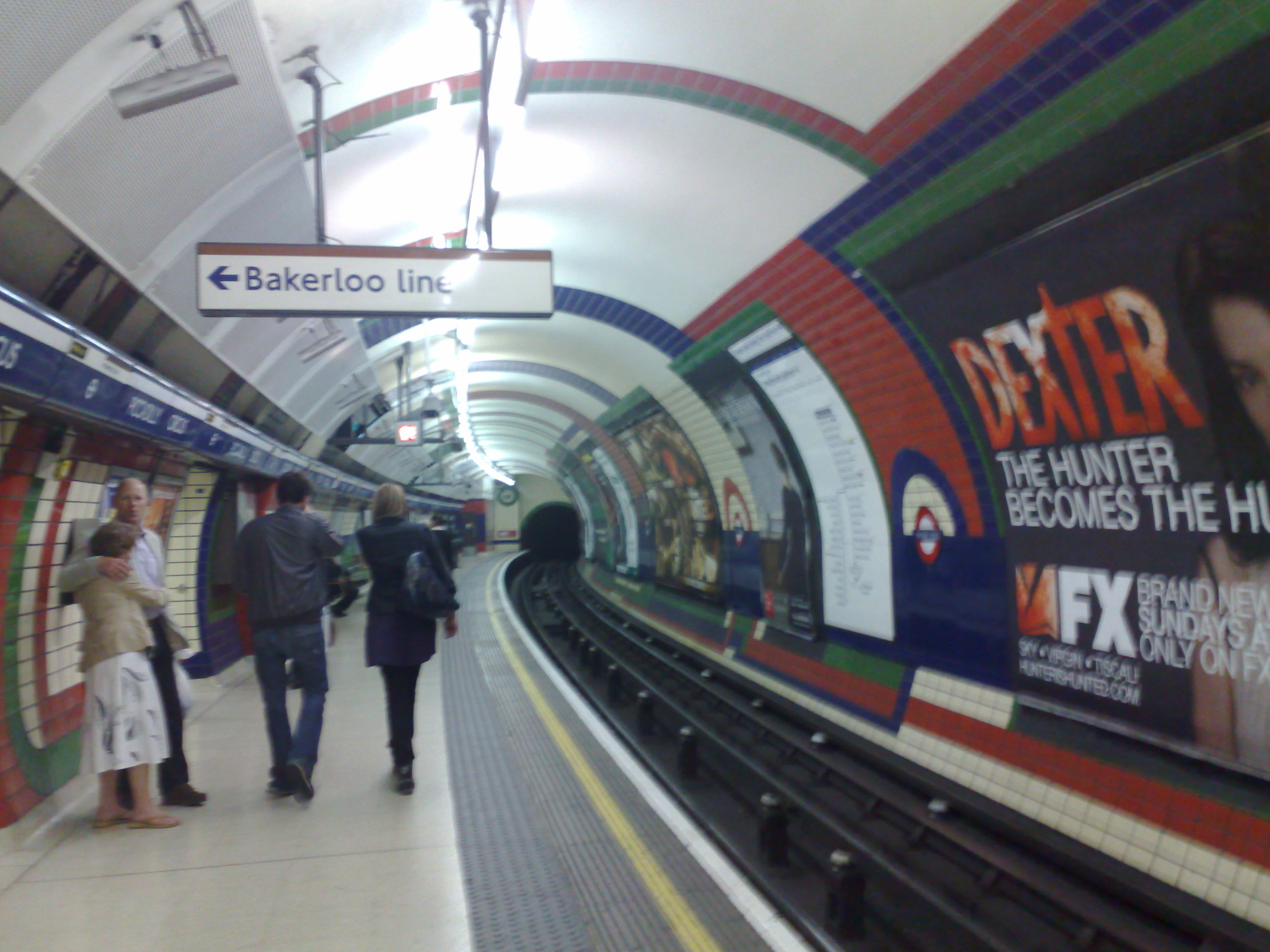
Piccadilly Circus
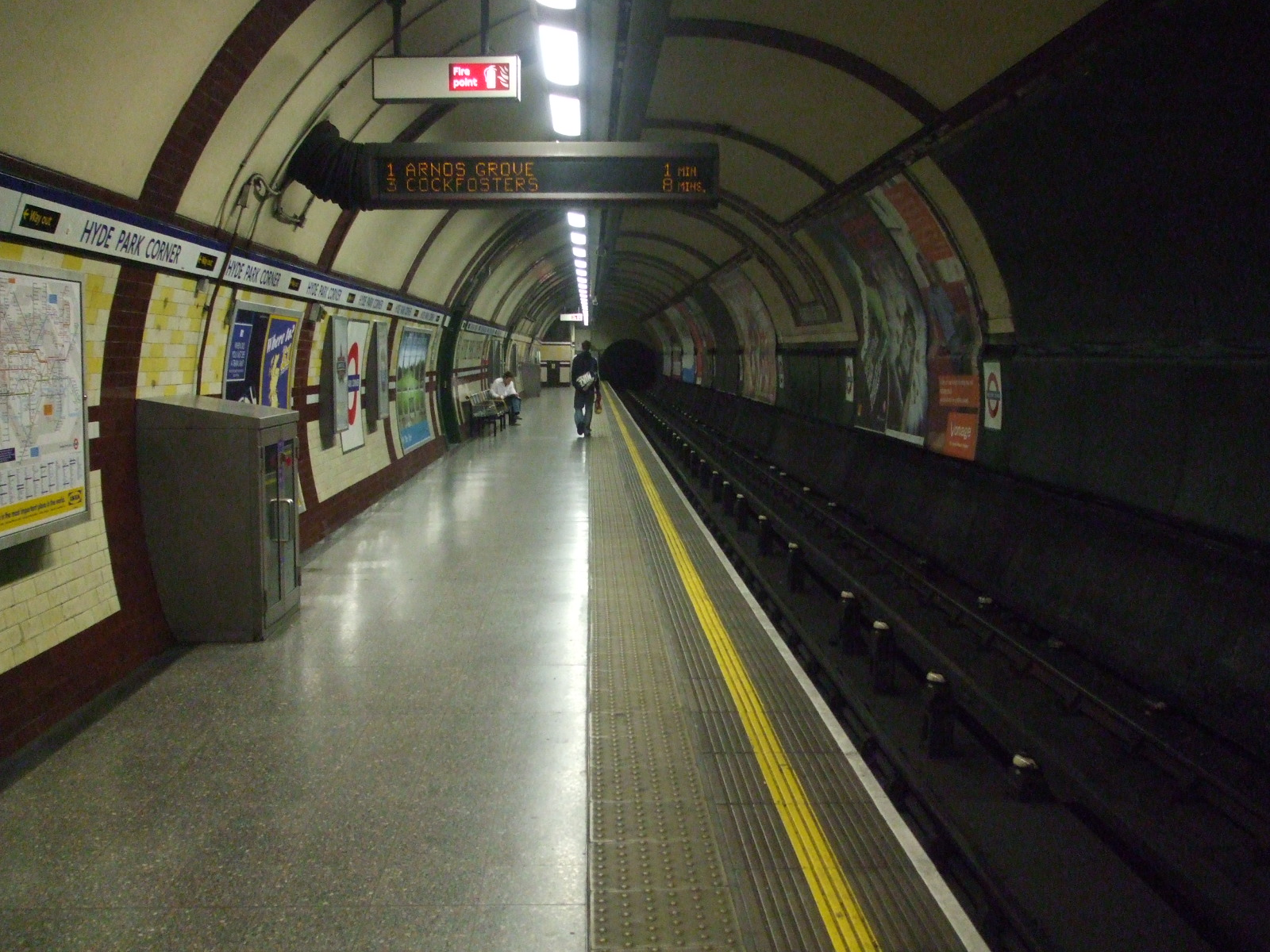
Hyde Park Corner
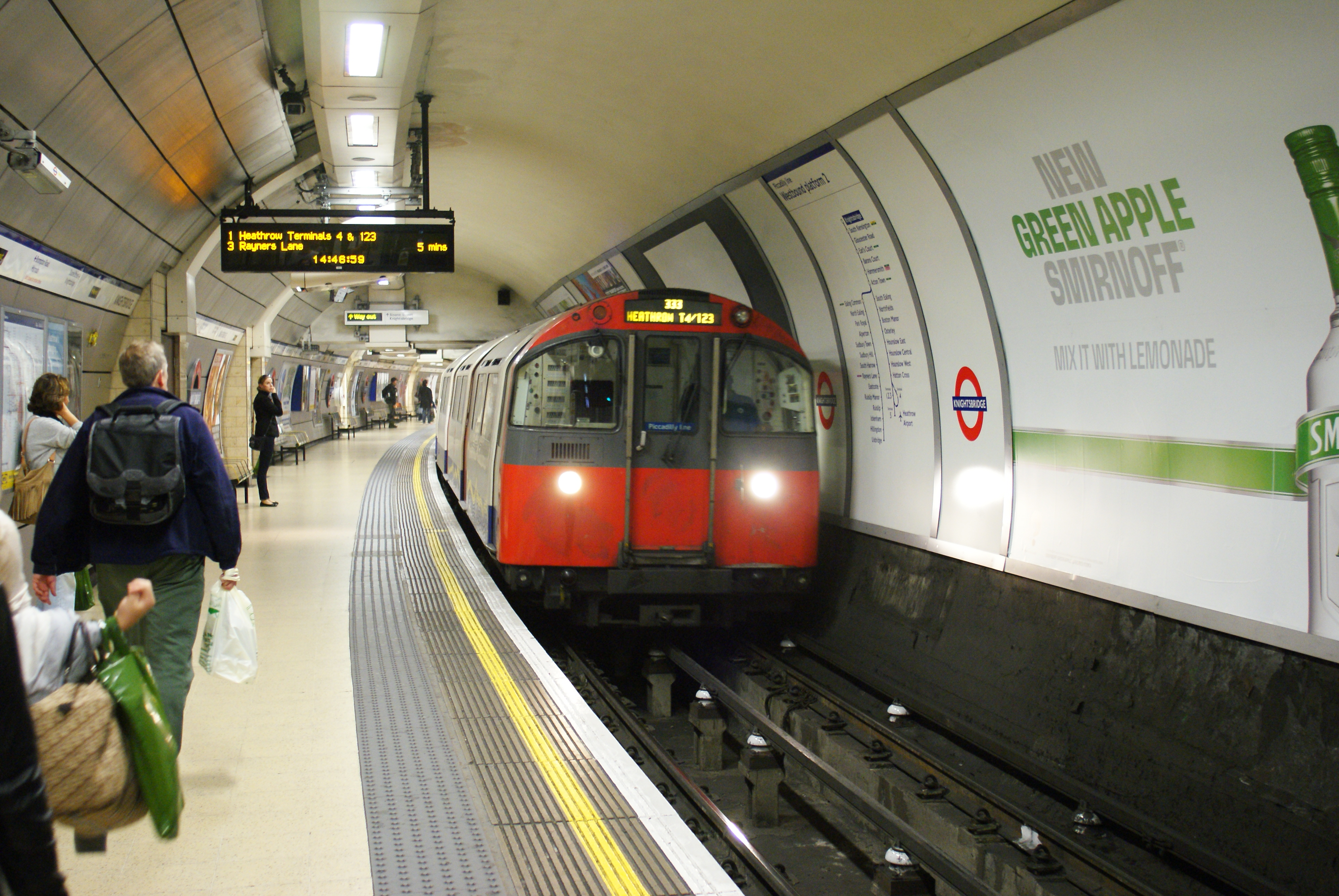
Knightsbridge
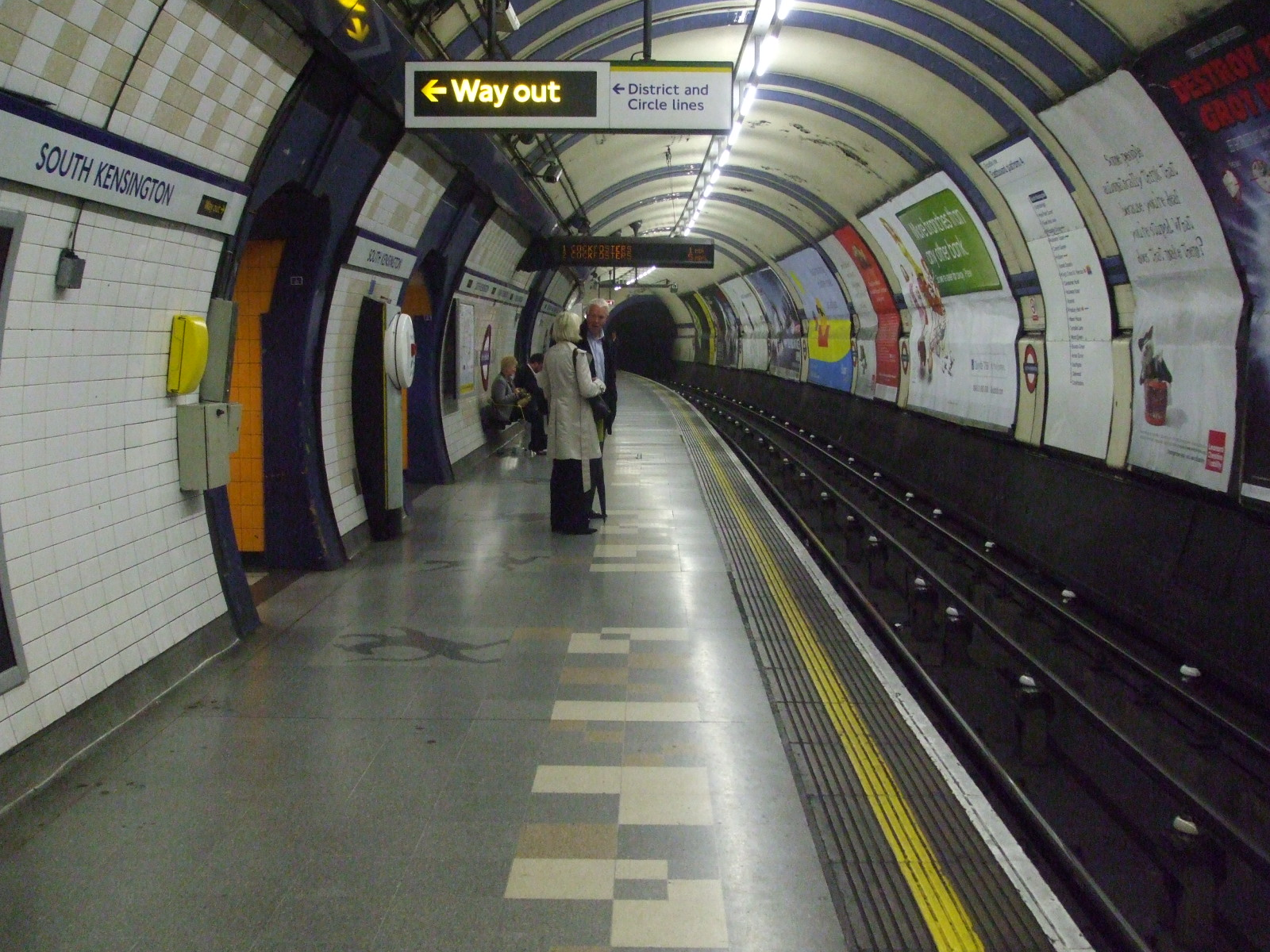
South Kensington
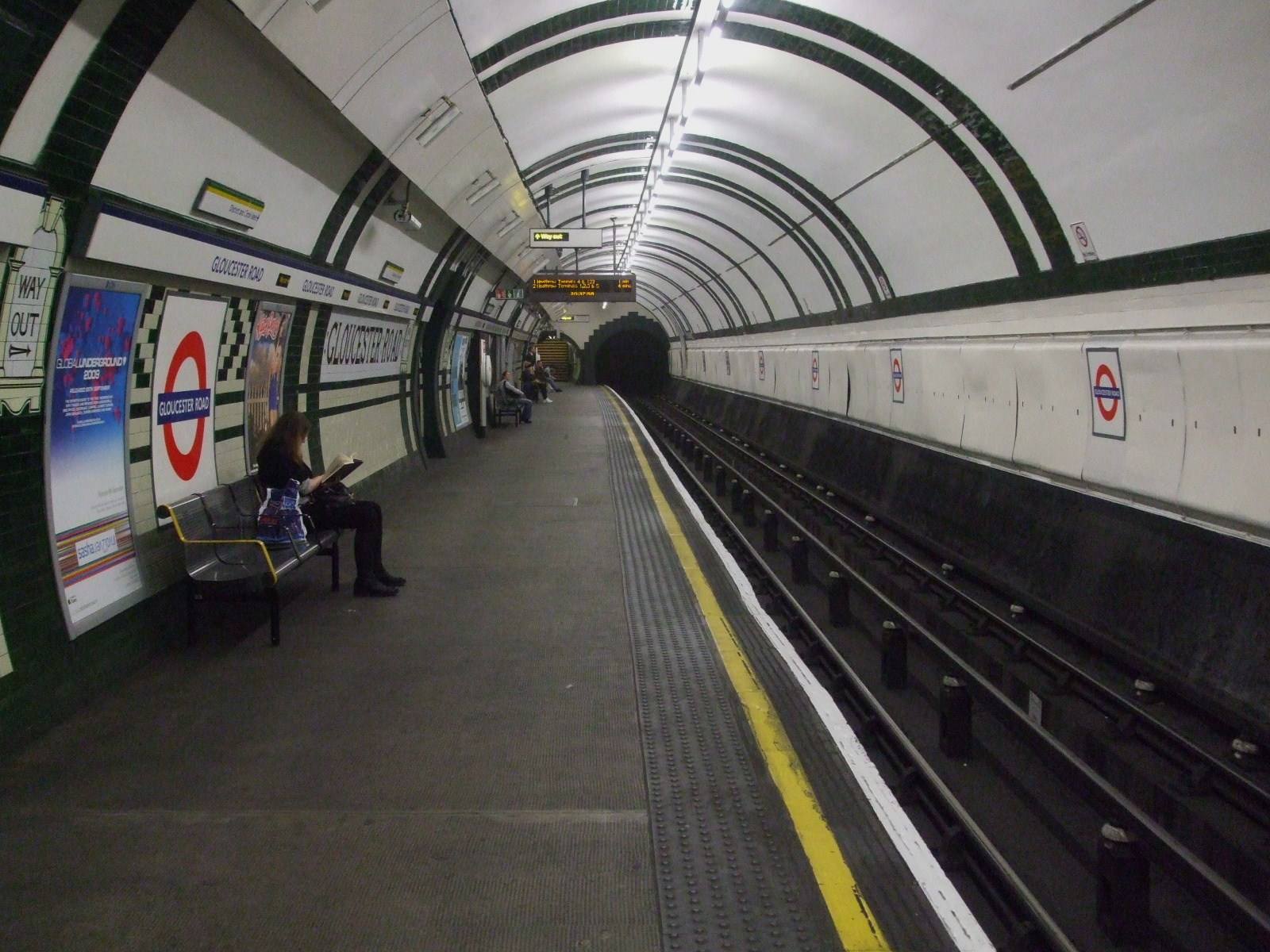
Gloucester Road
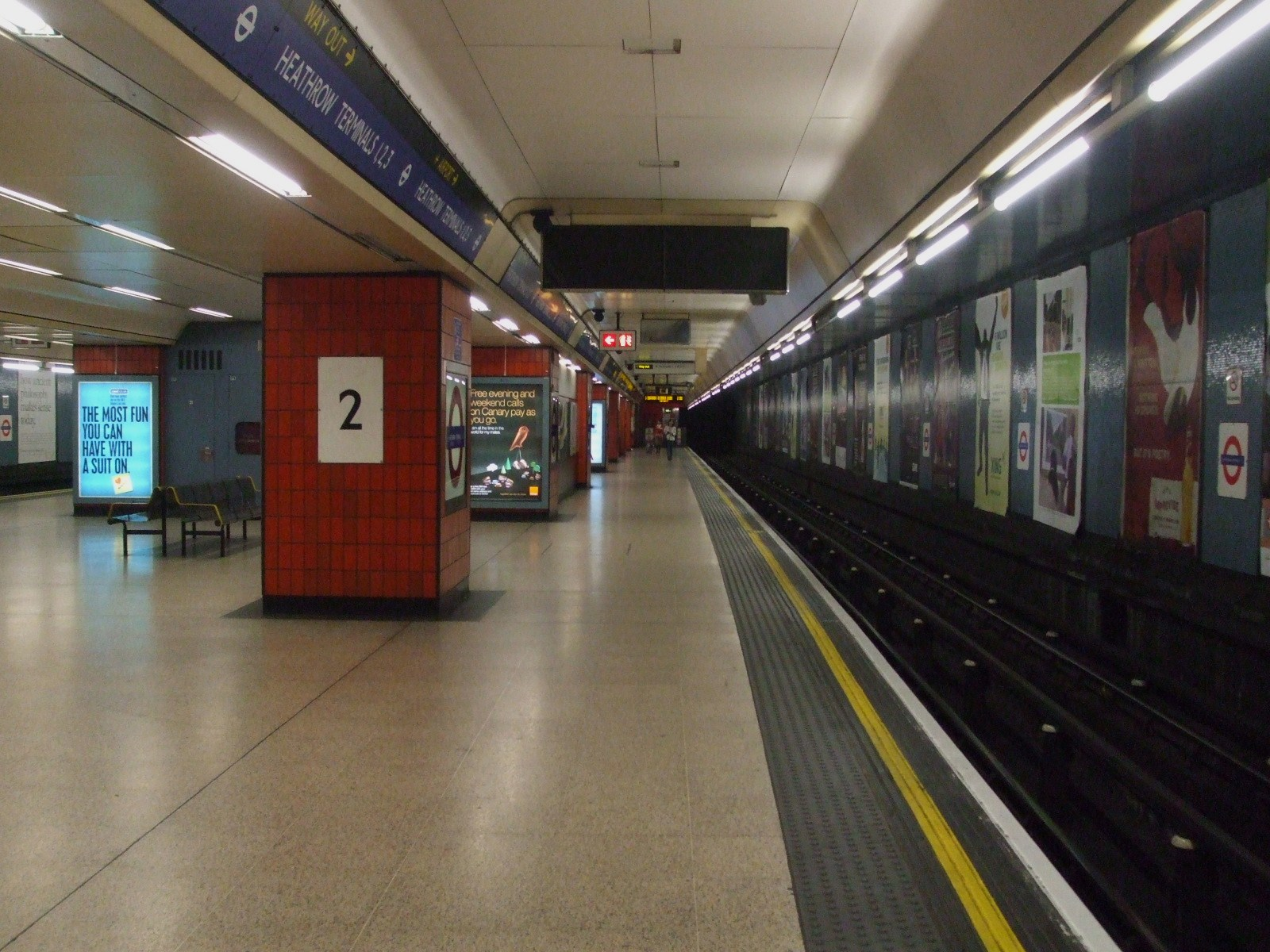
Heathrow Terminals 1, 2, 3
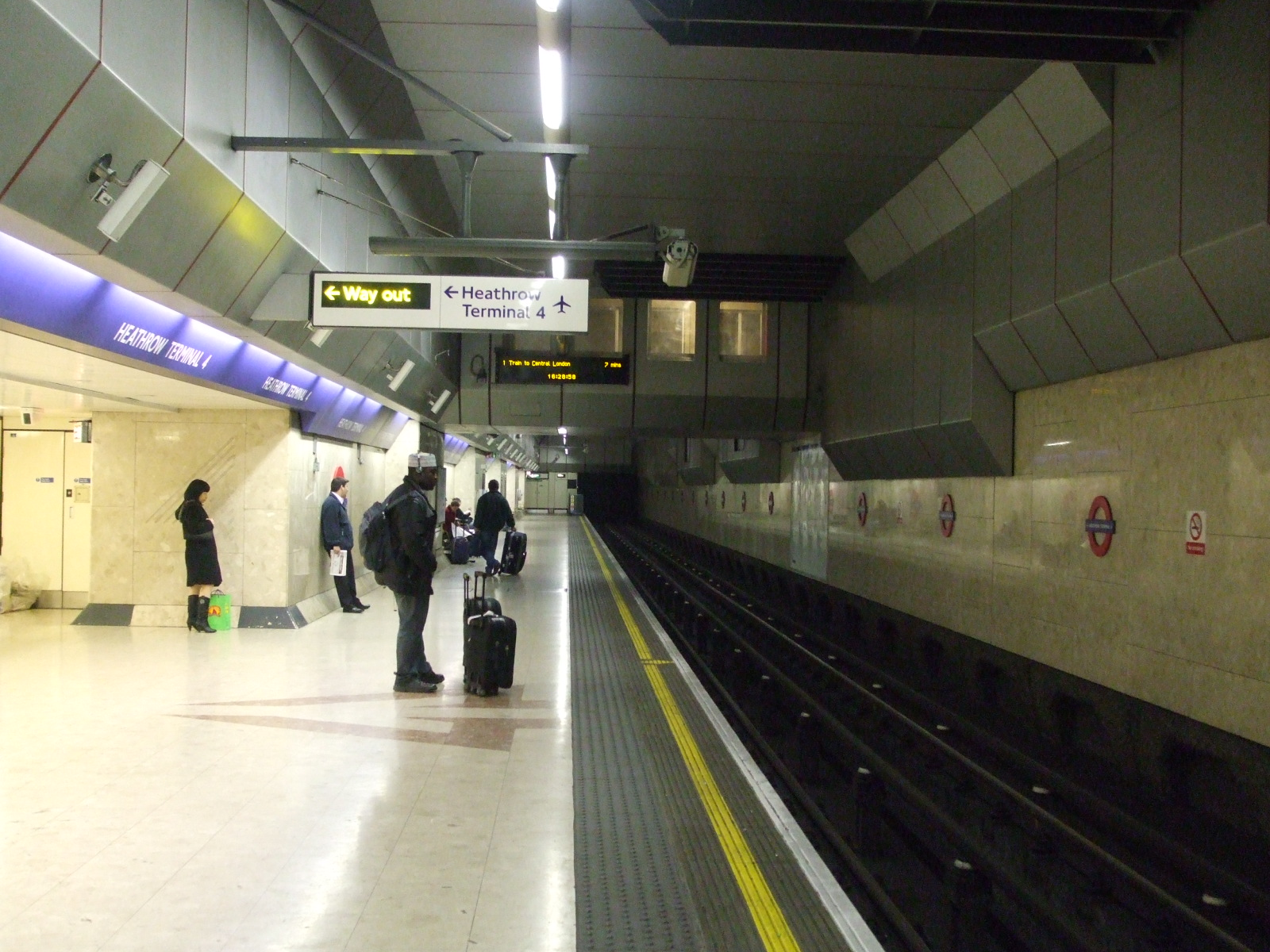
Heathrow Terminal 4
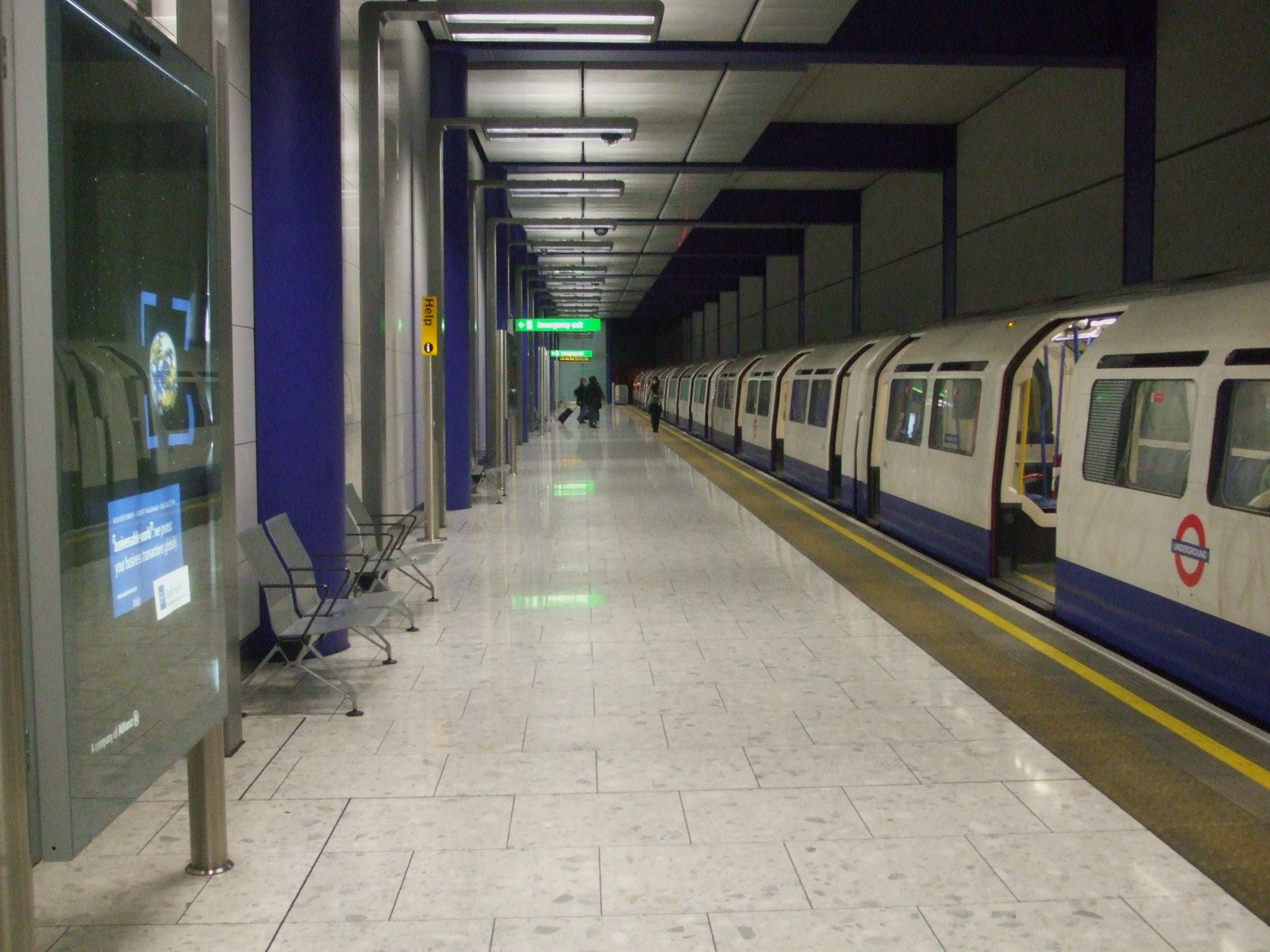
Terminal 5